# Milene Maria da Silva
Milene Maria da Silva-Castro (1974) es una botánica, taxónoma, curadora y profesora brasileña.
En 1996, obtuvo una licenciatura en Historia natural, por la Universidad Estadual de Feira de Santana, la maestría en Biología Vegetal en 2000, por la Universidad Federal de Bahía, con la defensa de la tesis: Los géneros Arrabidaea Mart. ex DC. y Sampaiella J.C.Gomes (Bignoniaceae) en la Chapada Diamantina; y, el doctorado, con la defensa de la tesis: Estudios taxonómicos, filogenéticos y biosistemáticos en Mansoa (Bignoniaceae), por la Universidad Estadual de Feira de Santana, en 2010.
Como becaria desde 1998 y hasta 2001, desarrolló actividades académicas y de investigación, en el Departamento de Ciencias Biológicas, de la Universidad Estadual de Feira de Santana, y desde 2005, en la Universidad Estatal del Sudoeste de Bahía. Tiene experiencia en el área de Botánica, con énfasis en la familia de las bignoniáceas, principalmente en su taxonomía y es profesora de genética y biodiversidad en la Universidad Federal de Bahía.
En 2012, realizó una estadía en Kew Gardens, haciendo un estudio de Imágenes digitales con tecnología HerbScan.

## Algunas publicaciones
- ESPIRITO-SANTOS, F. S. ; SILVA-CASTRO, M. M. ; RAPINI, A. 2012. Handroanthus grandiflorus (Bignoniaceae), a new species from the semiarid region of Brazil. Phytotaxa 48: 1-6
- SANTO, FABIO DA SILVA DO ESPÍRITO ; SILVA-CASTRO, M. M. ; RAPINI, ALESSANDRO. 2012. Two new species of Handroanthus Mattos (Bignoniaceae) from the state of Bahia, Brazil. Acta Botanica Brasílica 26: 651-657
- AGUSTINHO, C. R. ; BRITO, R. F. ; SILVA-CASTRO, M. M. 2005. Flora da Bahia: Bignoniaceae 1: Jacaranda. Sitientibus 22 en línea (enlace roto disponible en Internet Archive; véase el historial, la primera versión y la última).
- SILVA-CASTRO, M. M. ; GIULIETTI, A. M. ; SANTOS, F. A. R. 2004. Reestableciment of the genus Sampaiella J.C.Gomes (Bignoniaceae). Rev. Brasileira de Botânica, São Paulo
- ---------------------- ; QUEIROZ, L. P. 2003. A família Bignoniaceae na Região de Catolés, Chapada Diamantina, Bahia, Brasil. Sitientibus. Série Ciências Biológicas, Feira de Santana 3 ( 1-2): 3-21
- ---------------------- . 2001. Arrabidaea harleyi, nova espécie de Bignoniaceae do Brasil. Sitientibus. Rev. Univ. Estadual de Feira de Santana 1
- ---------------------- . 1998. Estudos reprodutivos em Cratylia argentea (Desv.) Kuntze e Cratylia mollis Mart. ex Benth. Pasturas Tropicales, Colombia, v. 19, n.3, p. 20-23, 1998.
- ---------------------- . 1996. Germinaçào de Sementes de Cratylia mollis Mart. ex Benth e Caesalpinia férrea Mart. ex Tul. (Leguminosae) submetidas a tratamentos de quebra da impermeabilidade do tegumento dormência. Sitientibus. Rev. Univ. Estadual de Feira de Santana, 15: 183-192

### Capítulos de libros
- Lohmann, l.g. ; Silva-Castro, m. m. 2009. Bignoniaceae. En: Ana Maria Giulietti, Alessandro Rapini, María José Gomes de Andrade, Luciano Paganucci de Queiroz, José Maria Cardoso da Silva (orgs.) Plantas Raras do Brasil. Belo Horizonte: Conservação Internacional, pp. 96-100
- Barbosa-Filho, j.m. ; Silva, t.r.s. ; Sette, i.m.f. ; Silva-Castro, m.m. 2006. Bignoniaceae. En: Ana Maria Giulietti e Luciano Paganucci de Queiroz (orgs.) Plantas da caatinga: Perfil Botânico, Fitoquímica e Atividades Biológicas 4: 91-117
- Lohmann, l.g. ; Silva-Castro, m.m. 2006. Diversidade de Bignoniaceae do Semi-arido. En: Ana Maria Giulietti e Luciano Paganucci de Queiroz. (orgs.) Diversidade e Caracterização das Fanerógamos do Semi-árido pp. 68-73

### Revisión de periódicos
- 2012 - actual, Periódico: Neodiversity (Feira de Santana)

## Membresías
- ASPT (American Society of Plant Taxonomists)
- de la Sociedad Botánica del Brasil[6]